# Susumu Uemura
Susumu Uemura (født 9. april 1964) er en tidligere japansk fodboldspiller.
Han har spillet for flere forskellige klubber i sin karriere, herunder Gamba Osaka.